# Clan Aoyama
Pour les articles homonymes, voir Aoyama.
Le clan Aoyama (青山氏, Aoyama-uji) est un clan japonais qui atteint sa maturité à l'époque Sengoku. Ses origines se trouvent dans la province de Kōzuke mais des membres de la famille s'installèrent dans la province de Mikawa et servirent le clan Matsudaira, connu plus tard comme clan Tokugawa. Les Aoyama deviennent une famille de daimyos durant l'époque d'Edo.
Le clan Aoyama détient le château de Sasayama, situé à dans la ville du même nom, préfecture de Hyōgo, pendant cent vingt-trois ans durant la période Edo. La première gouvernance Aoyama du château commence en 1748 et se poursuit jusqu'à la démolition du château en 1871.